# Den 2. Nagorno-Karabakh-krig
Den 2. Nagorno-Karabakh-krig, også kendt som 2020 Nagorno-Karabakh-krigen var en krig mellem Armenien og Aserbajdsjan om kontrol med Republikken Artsakh, (indtil 2017 Republikken Nagorno-Karabakh). Krigen begyndte den 27. september 2020 som en væbnet konflikt, men eskalerede kortvarigt til en reel krig, der sluttede den 10. november 2020.
Adskillige lande, herunder organisationen Forenede Nationer, ønsker en total fredsløsning mellem Aserbajdsjan og Armenien.
Armenien blev kritiseret for at være skyld i adskillige humanitære kriser i bl.a. Ganja og andre større byer i Aserbajdsjan, ved fx at skyde raketter og missiler mod disse byer, mens aserbajdsjanerne blev beskyldt for at bombe civile i Artsakhs hovedstad Stepanakert. Begge parter benægtede delvist disse påstande.
Krigen sluttede den 10. november 2020 efter en fredsaftale mellem Armenien og Aserbajdsjan aftalt med Rusland. Herefter var de enige om, at Armenien skulle trække sig fra områderne ved Nagorno-Karabakh senest den 1. december 2020.

## Årsager til krigen
Siden foråret 2020, hvor begge lande valgte at lukke ned pga. Covid-19, var Armenien og Aserbajdsjan uenige om, hvem der skulle bestemme over nedlukningen i Artsakh. Begge lande havde været mere eller mindre uenige om alle tiltag, der skulle ske i den selvudråbte republik.
Den 27. september nåede stridspunkterne kogepunktet, da et missil ramte en bygning i Artsakhs hovedby, hvorefter Armenien erklærede Aserbajdsjan krig.
I starten sendte Armenien kun en styrke på 3.400 soldater ind i Artsakh, men da Aserbajdsjan sendte 5.700 soldater valgte Armenien også at forøge deres styrker. Begge parter optrappede antallet af styrker, indtil Rusland den 7. november sendte 44.500 fredsstyrker, som adskilte parterne, og Rusland erklærede, at Aserbajdsjan må indtage området Nargono-Karabakh den 1. december 2020.